# Jorge Brito (artista visual)
Jorge Brito  (Buenos Aires, 11 de junio de 1925 - Villiers-le-Bel, 12 de febrero de 1996) fue un pintor, escultor y muralista figurativo-constructivista argentino. Es conocido por ser firmante del Manifiesto de cuatro jóvenes.

## Biografía
En 1938 ingresó a la Escuela Nacional Bellas Artes Manuel Belgrano, donde estudió hasta 1941. Al año siguiente  ingresó a la Escuela Nacional de Artes Decorativas Prilidiano Pueyrredón. En septiembre de 1942 firmó el Manifiesto de cuatro jóvenes, junto a Claudio Girola, Tomás Maldonado y Alfredo Hlito, escrito distribuido en la inauguración del Salón Nacional de Buenos Aires, en el que cuatro estudiantes de bellas artes se oponían a la institución e identificaban a sus adversarios como a los “picapedreros”. En el panfleto, cuestionaban la orientación que pretendían imponer en la enseñanza artística, tanto los mediocres premiados, como los “vanguardistas” integrantes del jurado que los premiaba.
Atraído por las enseñanzas de Joaquín Torres García, viajó a Montevideo en 1943 y se acercó a su taller aunque no participó en él de manera permanente. En una breve visita a la ciudad de Córdoba, en Argentina, conoció a la profesora de dibujo Lola Altamira (Granada, España, 1924-Buenos Aires, 2008), con quien formó pareja. En 1945 regresó a Uruguay junto al joven estudiante cordobés Antonio Pezzino.Al principio Pezzino y Brito se instalaron en una pieza ubicada en las calles Durazno y Convención, muy cerca de donde vivía José Gurvich y, después, se establecieron en el taller que Manuel Aguiar tenía en Pocitos. Fue estrechando vínculos con varios integrantes del Taller Torres García.
Más tarde llegaron Lola y su pequeño hijo Cristian.
En 1947 uno de los retratos enviados al XI Salón Nacional de Pintura y Escultura de la ROU obtuvo el Premio al Artista Extranjero, Medalla de Plata. Ese mismo año realizó su primera exposición individual en el Club Libertarios de Montevideo. En el marco de su muestra dictó la conferencia “Dos corrientes en la pintura abstracta”. Su óleo Pintura obtuvo el Premio London-París, Medalla de Bronce otorgado por el XV Salón Nacional de Pintura y Escultura de la ROU de 1951. Y en 1956 Obtuvo el premio en el concurso organizado por el Ministerio de Instrucción Pública de Uruguay para la decoración mural de la Escuela de Práctica n.º 2 “Cervantes”, ubicada en la calle Soriano 1658 de Montevideo.En agosto, su óleo Los cómicos obtuvo el Premio Artistas Extranjeros – Medalla de Plata en el XX Salón Nacional de Artes Plásticas de la ROU.
Se vinculó a los Arq. Mauricio Rantz y Rodolfo Cortegoso en 1959, con quienes realizó un mural en cerámica esmaltada en el hall del edificio de la calle Anchorena 1214. Ese año incursionó en la realización de escenografía, cerámica, ilustración y diseño industrial. En 1960 regresó a Buenos Aires para realizar el encargo y comenzar los trabajos para decorar la Galería Le Boulevard, ubicada en la Avda. Rivadavia al 6800 del barrio de Flores en Buenos Aires. José Gurvich y su esposa Totó viajaron a Buenos Aires y se alojaron en su casa de El Palomar. Allí Gurvich pintó una serie de tablas constructivas. En septiembre realizó una exposición de pinturas y dibujos de los años 1959-60 en la Galería “Grupo 8” próxima a la Plaza Cagancha de Montevideo. Fue seleccionado por Rafael Squirru y participó en la Primera Exposición Internacional de Arte Moderno inaugurada el 12 de octubre en la sede del Museo de Arte Moderno de Buenos Aires.
En 1961 finalizó un friso en revoques al fresco sobre una superficie de 113 metros de longitud por 2.8 m de altura para la Galería Le Boulevard, proyecto de los arquitectos Rantz y Cortegoso. Los trabajos contaron con la colaboración de Coli, Saa, Batistin, Rocha y Rodríguez.
También diseñó y ejecutó el mural en cerámica esmaltada de la residencia de la calle Traful 3715.
El 11 de noviembre dictó la conferencia “Las aproximaciones a un concepto de decoración plástica” en el Aula Magna de la Facultad de Arquitectura, organizada por el Centro de Estudiantes de Artes Plásticas y el Centro de Estudiantes de Arquitectura.
En 1962, luego de haber participado de la primera exposición del MAMBA, se instaló en Venezuela. En 1964 participó con tres obras en el I Salón de Artistas Jóvenes de Latinoamérica, organizado por la Unión Panamericana en el Museo de Bellas Artes de Caracas.
De 1967 en adelante, en el tránsito de Latinoamérica hacia Europa, los desarrollos sobre el plano del muro fueron cediendo el lugar al volumen, dentro de una línea de trabajo minuciosa y reflexiva.
En 1968 se estableció en París, donde continuó su trabajo como pintor y pone particular interés en el grabado y la escultura. En este período sus terracotas resolvieron muchos de los desafíos que ya se había impuesto sobre el plano del papel o de la tela. Si en las pinturas, dibujos y grabados construía el espacio con pantallas sucesivas que —penetrando en profundidad— superponían escenas fragmentadas o figuras veladas, la tridimensionalidad de la escultura le permitió desplegar el desarrollo del tema en todos sus lados. Además, desde finales de los años 70 hasta los 90 muchas de sus tallas fueron seleccionadas para integrar las ediciones de la Monnaie de Paris y, en ese espacio de creación, su poética tomó un nuevo impulso. Por un lado, encontró un área de trabajo donde podía establecer vinculaciones entre la plástica y el mundo literario y, por otro,aunque estrecho, el espacio de esas pequeñas esculturas le abría nuevas oportunidades para replantearse y profundizar ciertos temas. Personajes emblemáticos de la literatura clásica,escritores o pensadores destacados a través de la historia constituyeron el motivo central de muchas de las obras elegidas para ser fundidas con un tiraje limitado. Así Hamlet o Fausto, Kafka, Albert Camus, Rilke e, incluso, Simone Weil encarnaron cuestionamientos que siempre le habían preocupado. También integraron esos catálogos —y se exhiben periódicamente en la sala del Club Francais de la Médaille, adscrito a la Monnaie de Paris— obras que localizaron aspectos como la ilusión, el misterio, la soledad o la melancolía, siempre presentes en sus trabajos sobre el plano.
Observador agudo de la realidad, Brito cuestionó permanentemente el lugar de la mirada y construyó una imagen perturbadora que se desliza sobre el filo impreciso que separa la realidad de su imagen. Posiblemente por eso en sus obras maduras dio un lugar preferencial a las contradicciones que evidencian las fisuras de nuestra propia existencia. Concibió, entonces, un mundo enigmático, lleno de interrogantes, porque para él ese misterio era, paradójicamente, la única realidad.